# Amelungsborn

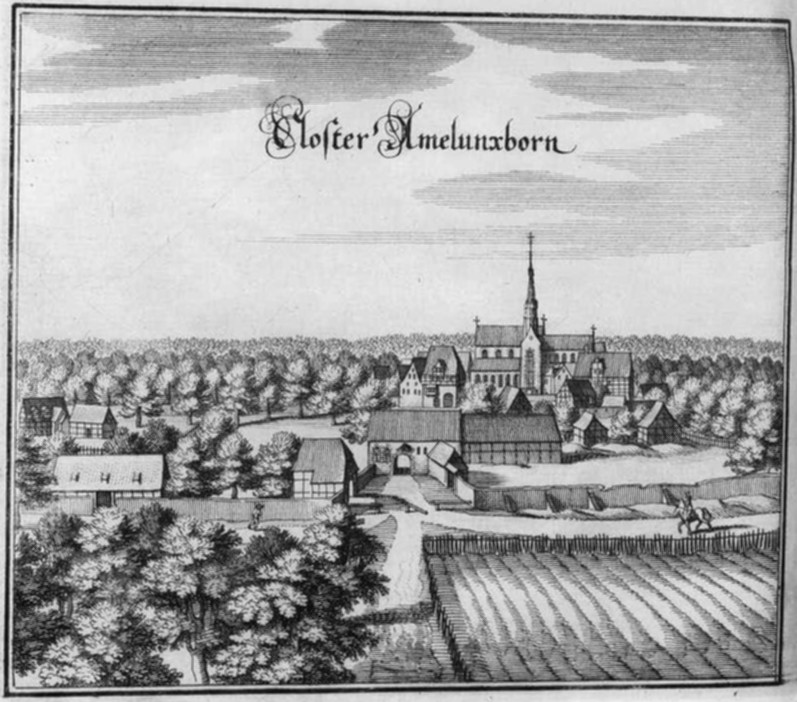
Merian-ets van het klooster, 1654

Amelungsborn is een klooster van de orde der cisterciënzers in Duitsland. Het ligt 2 kilometer ten noordoosten van het dorp Negenborn in de Samtgemeinde Bevern, in de deelstaat Nedersaksen, bijna op de grens met Noordrijn-Westfalen. 
Het klooster wordt door een vlakte met de naam Odfeld omgeven. De kerk van het gebouwencomplex werd als romaanse, drieschepige basilica gebouwd en rond 1350 in de stijl der gotiek vergroot. De kerk is van binnen zeer bezienswaardig. De torenspits werd in 2007 verwijderd en in 2016 door een nieuwe vervangen.

## Geschiedenis
Amelungsborn is op een na het oudste cisterciënzerklooster van Nedersaksen.
In 1129 schonk de laatste graaf van Northeim, Siegfried IV von Homburg of von Boyneburg landerijen aan de Rooms-Katholieke Kerk om een klooster te stichten.
In de begintijd was klooster Amelungsborn zeer invloedrijk. Het was het moederklooster van verscheidene andere kloosters van deze orde, waaronder dat te Bad Doberan. 
Na de, nagenoeg rimpelloos verlopen, Reformatie in 1568 werd het klooster een sticht van de Evangelisch-Lutherse Kerk. Het klooster had tot 1760 een belangrijke kloosterschool.
Aan het eind van de Tweede Wereldoorlog, op 8 april 1945, werden kerk en klooster voor een groot deel verwoest, maar later, in 1954, herbouwd. 
De evangelisch-lutherse kerkgemeentes Negenborn en Golmbach, alsmede een evangelisch-lutherse congregatie, die de kloosterorde der cisterciënzers nog grotendeels volgt, en ook met de rooms-katholieke kloosters van deze orde broederlijke contacten onderhoudt, gebruiken de kloosterkerk voor de regelmatige erediensten. Na afspraak met de koster kan men buiten de kerktijden het kerkgebouw bezichtigen. Het klooster is ook een rustpunt voor pelgrims op de evangelisch-lutherse pelgrimsroute Loccum – Volkenroda.
De kloostertuin bevat een naar oude tradities ingerichte kruidentuin en is vrij toegankelijk.
De roman Das Odfeld (1888) van Wilhelm Raabe speelt in het klooster Amelungsborn.
Een omstreden kunstwerk in de kloosterkerk is het Thomas-altaar (1928-1930) van de hand van de kunstenaar Erich Klahn (zie voetnoot onder Neustadt am Rübenberge). Klahn was van 1933 tot 1945 een overtuigd nationaalsocialist, en vervlocht zijn politiek-filosofische opvattingen in veel van zijn werken. Ook over dit altaar in Amelungsborn is een felle discussie tussen kunstkenners gevoerd. De in 2016 geuite bewering, dat de figuur van Jezus Christus op dit altaarstuk met het gezicht van een in 1920 vermoorde man zou zijn, die door de nazi's als martelaar geëerd werd, werd een jaar later weerlegd. De meeste op het altaar afgebeelde figuren hebben gezichten van mannen, die een rol hebben gespeeld in de geschiedenis van de orgelbouw in de 16e-19e eeuw.

## Afbeeldingen

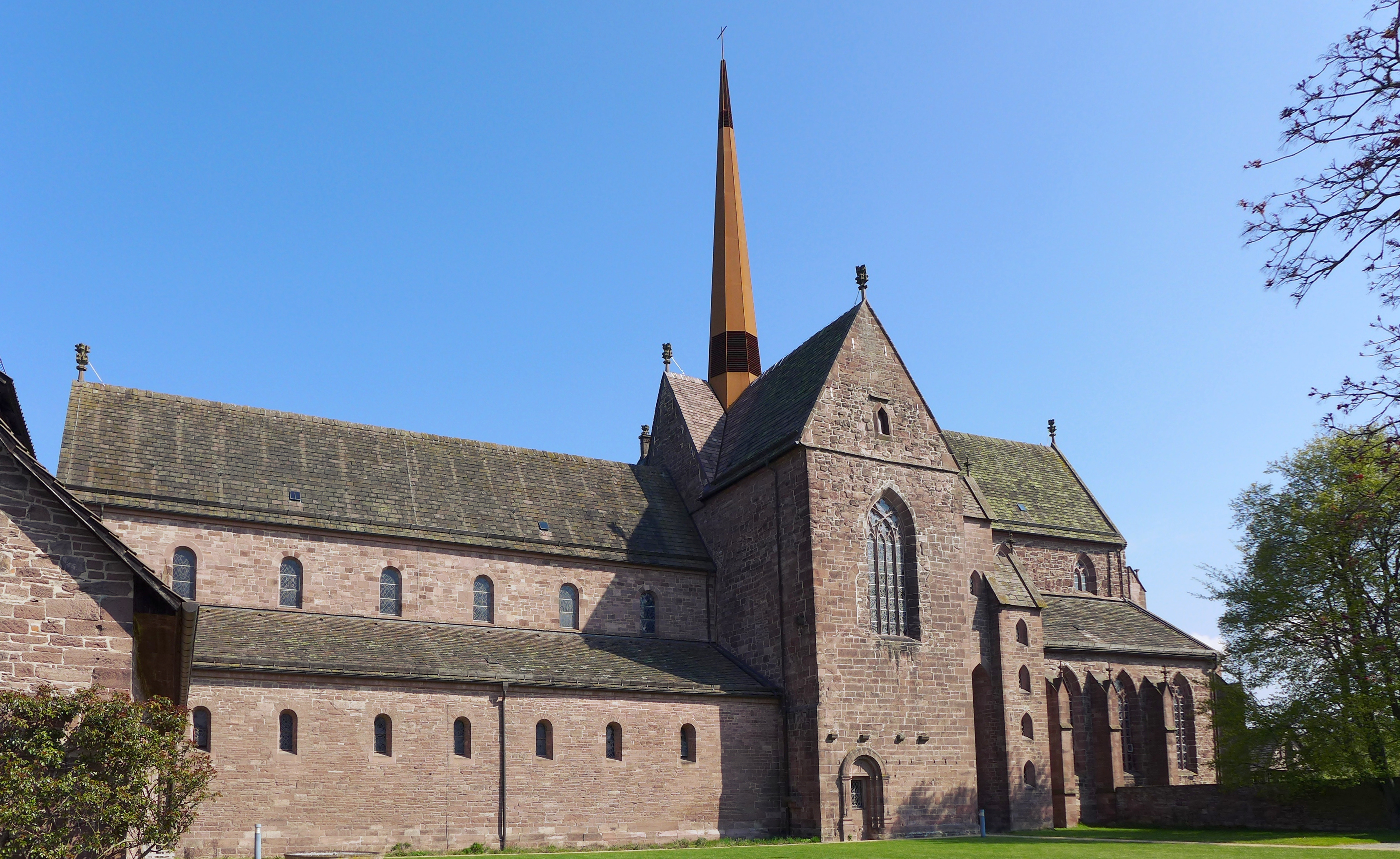
Exterieur kloosterkerk (ietwat geretoucheerde foto uit 2017)
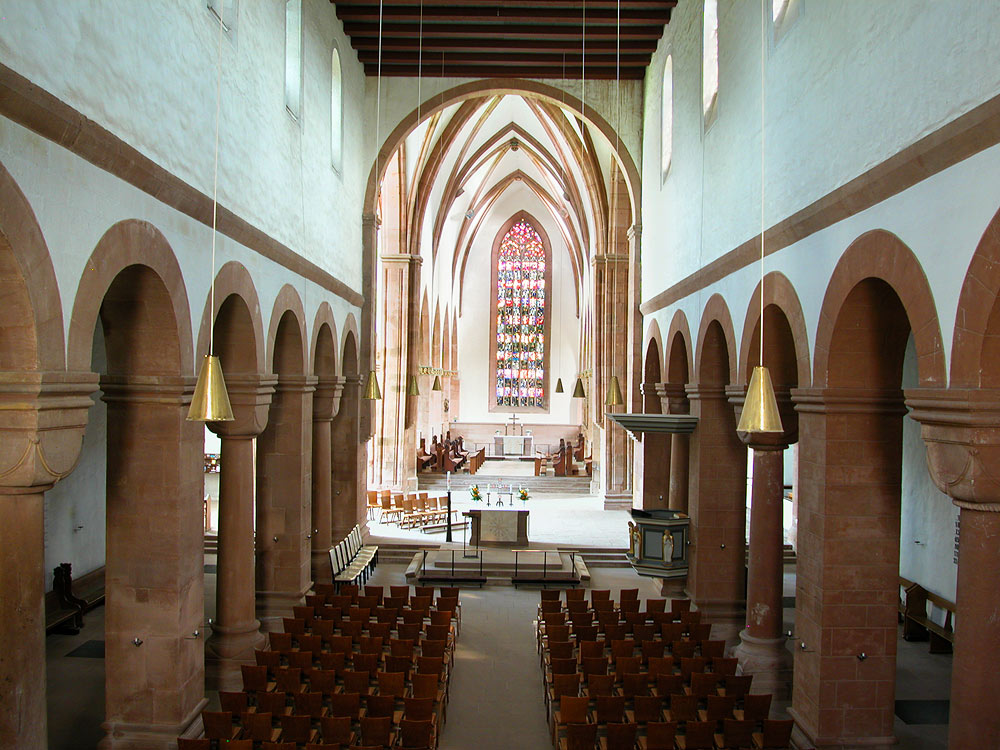
Interieur kloosterkerk